# Louisette Thobi
Louisette Thobi, född 19 juni 1967, är en friidrottare från Kamerun. Hon deltog vid olympiska sommarspelen 1992.